# 阳光与微风的土地
《阳光与微风的土地》，又称《博奈尔颂》（Himno di Boneiru），原名《博奈尔人颂》（Himno Boneriano），是博奈尔的颂歌。博奈尔是荷兰在加勒比地区的一个特别市。这首歌由J·B·A·帕姆作曲，正式歌词则由胡贝特·博伊撰写。1964年—2000年，它是荷属安的列斯的颂歌。1981年12月15日，这首歌被正式定为博奈尔岛的颂歌，其歌词和曲调于1981年12月11日第2号岛屿政令中被正式确定。